# جائزة ألمانيا الكبرى للدراجات النارية 1955
جائزة ألمانيا الكبرى للدراجات النارية 1955 هو سباق دراجات نارية أقيم بتاريخ 26 يونيو 1955 في حلبة نوربورغرينغ. كان الجولة الرابعة من أصل 8 في سباق الجائزة الكبرى للدراجات النارية موسم 1955. فاز البريطاني جيف دوك بسباق فئة 500 سي سي وجاء بعده الألماني والتر زيلر.

## وصلات خارجية
- الموقع الرسمي